# 20ª Divisione fucilieri motorizzata delle guardie "Ciscarpazia-Berlino"
La 20ª Divisione fucilieri motorizzata delle guardie "Ciscarpazia-Berlino" (in russo 20-я гвардейская мотострелковая Прикарпатско-Берлинская дивизия?, 20-ja gvardejskaja motostrelkovaja Prikarpatsko-Berlinskaja divizija, unità militare 58550) è un'unità di fanteria meccanizzata delle Forze terrestri russe, subordinata all'8ª Armata combinata delle guardie del Distretto militare meridionale e con base a Volgograd.

## Storia

### Unione Sovietica
Le origini della divisione risalgono alla seconda formazione del 3º Corpo meccanizzato dell'Armata Rossa, creato il 18 settembre 1942 presso Kalinin al comando del tenente generale Michail Katukov. Assegnato alla 22ª Armata, prese parte all'Operazione Marte. Successivamente venne trasferito alle competenze della 1ª Armata corazzata, con la quale operò fino al termine della guerra. Nell'estate del 1943 partecipò alla battaglia di Kursk, scontrandosi contro le forze della 4. Panzerarmee tedesca, e per il merito dimostrato venne promosso a unità delle guardie il 23 ottobre 1943, diventando così l'8º Corpo meccanizzato delle guardie. Nel corso del 1944 prese parte all'offensiva di Žytomyr-Berdyčiv, alla battaglia di Korsun', alla battaglia di Kam'janec'-Podil's'kyj, all'offensiva Proskurov-Černivci e all'offensiva Leopoli-Sandomierz, venendo intitolato alla regione della Ciscarpazia il 16 aprile. Dopo aver trascorso un periodo in riserva, nel gennaio 1945 venne nuovamente schierato al fronte durante l'Operazione Vistola-Oder, per la quale venne insignito dell'Ordine della Bandiera Rossa il 19 febbraio. In seguito combatté nella Pomerania Orientale, dove per la conquista di Neustadt ottenne l'Ordine di Suvorov di II Classe. Partecipò alla battaglia di Berlino, distinguendosi particolarmente durante la presa della città e venendole intitolata ufficialmente l'11 giugno 1945.
Dopo la fine della seconda guerra mondiale il corpo venne riorganizzato come 8ª Divisione corazzata delle guardie, che venne assegnata a Gruppo di forze sovietiche in Germania. Il 17 maggio 1957 l'unità fu ribattezzata 20ª Divisione fucilieri motorizzata delle guardie e schierata a Grimma. Prese parte all'invasione della Cecoslovacchia nel 1968, ma non venne mantenuta nel paese e rientrò in Germania Est.

### Federazione Russa
In seguito alla dissoluzione dell'Unione Sovietica la divisione è stata ritirata in Russia nel giugno 1993, schierata presso Volgograd e assegnata all'8ª Armata delle guardie. Elementi della divisione hanno preso parte alla prima guerra cecena, entrando a Groznyj nel dicembre 1994. L'11 febbraio 1995, dopo la caduta delle principali roccaforti della città, le unità della divisione impegnate in Cecenia sono state ritirate. Nell'agosto del 1999 un reggimento della divisione, rinforzato da carri armati, artiglieria ed elicotteri, è stato inviato in Daghestan a causa dello scoppio della seconda guerra cecena. Durante il periodo di combattimenti, durato da settembre 1999 a febbraio 2000, la divisione ha subito perdite pari a 60 morti e oltre 200 feriti.
Nel 2009 la divisione è stata riorganizzata nella 20ª Brigata fucilieri motorizzata delle guardie. Nell'aprile 2021 il Ministero della difesa russo ha deciso di riattivare la divisione, la quale è stata subordinata all'8ª Armata combinata ricostituita nel 2017.

#### Guerra russo-ucraina
Nel 2022 la divisione ha preso parte all'invasione russa dell'Ucraina, avanzando nell'oblast' di Cherson e puntando in direzione di Mykolaïv fin dai primi giorni di guerra. Il 26 febbraio il comandante del 33º Reggimento, tenente colonnello Jurij Agarkov, è stato ucciso in azione in Ucraina. Dopo aver fallito la presa della città ed essere stata respinta, nel corso del 2022 la divisione ha continuato a operare sulla sponda settentrionale del Dnepr, fra le città di Mykolaïv e Cherson. Nella notte fra il 9 e il 10 luglio un attacco missilistico condotto con HIMARS ha colpito il posto comando divisionale, uccidendo almeno 12 ufficiali fra cui il comandante, il capo di stato maggiore, i tre vice comandanti e il capo dell'ufficio operazioni: rispettivamente i colonnelli Aleksej Gorobec, Sergej Kens, Aleksej Avramčenko, Kanat Mukatov e i tenenti colonnello Evgenij Vydorov e Sergej Koval'. In seguito al successo della controffensiva ucraina nella regione di Cherson la divisione si è ritirata a sud del Dnepr nel novembre 2022, dopo aver subito numerose perdite nei mesi precedenti. Già a settembre, in seguito alla mobilitazione parziale indetta in Russia, i ranghi della divisione erano stati riempiti con numerosi riservisti richiamati e trasferiti da Volgograd a Rostov sul Don.
Dopo aver trascorso un periodo di riorganizzazione in Crimea la divisione è stata impiegata durante la battaglia di Bachmut, inizialmente mantenuta in riserva e venendo impiegata all'inizio di febbraio 2023 insieme alla 7ª Divisione d'assalto aereo dopo lo sfondamento operato a Soledar dal Gruppo Wagner, ma senza ottenere successi a causa dell'artiglieria ucraina e perdendo il vice comandante del 33º Reggimento, tenente colonnello Roman Osečkin. A febbraio il 255º Reggimento, supportato dai due reggimenti corazzati della 150ª Divisione fucilieri motorizzata, è stato impiegato in attacchi frontali in direzione di Mar"ïnka. A partire da aprile 2023 ha combattuto nell'area a sud di Avdiïvka. Per ripianare le perdite subite la divisione ha integrato il personale mobilitato proveniente dal 1219º Reggimento fucilieri motorizzato (unità militare 29601), reclutato in Baschiria e nell'oblast' di Penza. Alla fine di ottobre 2023 è stato ucciso in combattimento il capo di stato maggiore di un battaglione del 33º Reggimento, capitano Junir Bikbaev. All'inizio del 2024 la divisione ha cercato di assaltare il villaggio di Novomychajlivka, venendo respinta con diverse perdite dalla 79ª Brigata d'assalto aereo ucraina. Alla fine di febbraio, insieme alla 150ª Divisione, è riuscita a catturare il villaggio di Pobeda a sud di Avdiïvka in seguito alla caduta della città, respingendo un contrattacco della 33ª Brigata meccanizzata ucraina. A marzo il 255º Reggimento della divisione ha continuato a combattere nei pressi di Pobieda. All'inizio di aprile il 10º Reggimento corazzato, trasferito alle dipendenze della divisione dal 3º Corpo d'armata, è stato impiegato insieme a numerosi altri reparti russi nell'offensiva contro le posizioni ucraine a Novomychajlivka. Il reggimento ha supportato gli ultimi assalti condotti dalla 155ª Brigata fanteria di marina, dalla 36ª Brigata fucilieri motorizzata ed altri 7 reggimenti di fanteria, che hanno portato alla cattura definitiva del villaggio il 22 aprile, costringendo la 79ª Brigata d'assalto aereo a ritirarsi dopo oltre un anno di combattimenti. Al fine di mantenere la capacità operativa ha integrato il 1465º Reggimento fucilieri motorizzato (unità militare 95482), costituito nel Territorio della Transbajkalia in seguito alla mobilitazione del 2022. Durante la primavera del 2024 oltre 1000 soldati della divisione, fra cui anche 29 ufficiali, avrebbero disertato; le autorità delle regioni russe hanno ricevuto richieste da parte del comando divisionale per rintracciare il personale militare fuggito dal fronte.
Ad agosto elementi del 33º Reggimento sono stati trasferiti nell'oblast' di Kursk per contrastare l'offensiva ucraina in territorio russo, venendo schierati nell'area fra Gluškovo e Korenevo. Il 33º Reggimento è stato inoltre rinforzato in questi combattimenti dal 250º Reggimento fucilieri motorizzato (unità militare 78986), costituito utilizzando personale proveniente dalle Forze aerospaziali. A settembre il grosso della divisione è stato impiegato sul fronte di Pokrovs'k, assaltando i villaggi fortificati a ovest di Krasnohorivka insieme alla 39ª Brigata e alla 150ª Divisione fucilieri motorizzata. In seguito alla caduta di Vuhledar all'inizio di ottobre la divisione ha iniziato un'importante offensiva in direzione del villaggio di Illinka, a sud di Kurachove, contro le posizioni tenute dalla 79ª Brigata d'assalto aereo, perdendo un gran numero di veicoli da combattimento nel corso di due settimane di intensi scontri ma mettendo sotto pressione le truppe ucraine. A metà novembre il 255º Reggimento della divisione e la 39ª Brigata fucilieri motorizzata sono riusciti nonostante le perdite subite a strappare alla 33ª Brigata meccanizzata ucraina il controllo del villaggio di Dal'nje. Il 16 gennaio 2025 il 10º Reggimento corazzato della divisione è stato promosso a unità delle guardie per decreto del Presidente della Federazione Russa. Nelle settimane successive, in seguito alla conquista russa di Kurachove, i reparti della divisione hanno supportato la 150ª Divisione nei combattimenti in direzione del villaggio di Dačne. Secondo documenti russi ottenuti dall'intelligence ucraina, dall'inizio del 2024 al 7 giugno 2025 la divisione avrebbe subito perdite confermate pari a 3177 morti, senza contare i feriti e i dispersi.

## Struttura
- Comando di divisione[42]
- 33º Reggimento fucilieri motorizzato "Berlino-Cosacchi del Don" (unità militare 82717)
  - 1º Battaglione fucilieri motorizzato
  - 2º Battaglione fucilieri motorizzato
  - 3º Battaglione fucilieri motorizzato
  - Battaglione corazzato (T-90A)
  - Battaglione artiglieria semovente (2S19 Msta-S)
  - Battaglione artiglieria missilistica contraerei
  - Unità di supporto
- 242º Reggimento fucilieri motorizzato delle guardie "Zališčyky" (unità militare 46217)
  - 1º Battaglione fucilieri motorizzato
  - 2º Battaglione fucilieri motorizzato
  - 3º Battaglione fucilieri motorizzato
  - Battaglione corazzato (T-90A)
  - Battaglione artiglieria semovente (2S19 Msta-S)
  - Battaglione artiglieria missilistica contraerei
  - Unità di supporto
- 255º Reggimento fucilieri motorizzato "Volgograd-Korsun-M. S. Šumilov" (unità militare 13766)
  - 1º Battaglione fucilieri motorizzato
  - 2º Battaglione fucilieri motorizzato
  - 3º Battaglione fucilieri motorizzato
  - Battaglione corazzato (T-90A)
  - Battaglione artiglieria semovente (2S19 Msta-S)
  - Battaglione artiglieria missilistica contraerei
  - Unità di supporto
- 10º Reggimento corazzato delle guardie "Nižnij Novgorod-Kuz'ma Minin" (unità militare 24314)
  - 1º Battaglione corazzato
  - 2º Battaglione corazzato
  - 3º Battaglione corazzato
  - Battaglione fucilieri motorizzato
  - Battaglione artiglieria campale
  - Battaglione artiglieria missilistica contraerei
  - Unità di supporto
- 944º Reggimento artiglieria semovente delle guardie "Černivci-Gniezno" (unità militare 54381)
  - 1º Battaglione artiglieria semovente (2S3 Akatsiya)
  - 2º Battaglione artiglieria semovente (2S3 Akatsiya)
  - Battaglione artiglieria lanciarazzi (BM-21 Grad)
  - Unità di supporto
- 358º Reggimento missilistico contraereo delle guardie "Ciscarpazia-Gniezno" (unità militare 63199)
- 487º Battaglione artiglieria controcarri
- 454º Battaglione comunicazioni
- Battaglione genio (unità militare 31941)
- Battaglione ricognizione
- Battaglione logistico
- Battaglione medico
- Compagnia guerra elettronica
- Compagnia comando
- Compagnia UAV
- Compagnia difesa NBC

## Comandanti
- Tenente generale Michail Katukov (1942-1943)
- Tenente generale Semën Krivošein (1943-1944)
- Maggior generale Ivan Drëmov (1944-1945)
- Maggior generale Aleksej Jamščikov (1957-1959)
- Colonnello Nikolaj Sil'čenko (1959)
- Maggior generale Nikolaj Ogarkov (1959-1961)
- Maggior generale Ivan Stepanenko (1961-1966)
- Maggior generale Konstantin Kazancev (1966-1968)
- Maggior generale Grigorij Demidkov (1968-1970)
- Maggior generale Evgenij Kuznecov (1970-1973)
- Maggior generale Viktor Lučic (1973-1977)
- Colonnello ? Denisov (1977-1980)
- Maggior generale Anatolij Golovnëv (1980-1984)
- Colonnello ? Kazakov (1984-1987)
- Colonnello Aleksej Prygunov (1987-1990)
- Colonnello Vladimir Kiselëv (1990-1992)
- Colonnello Vladimir Michajlov (1994-1997)
- Maggior generale Nikolaj Akimov (1997-1998)
- Maggior generale Valerij Špak (1998-2000)
- Maggior generale Sergej Moiseev (2002-2003)
- Maggior generale Sergej Istrakov (2003-2006)
- Colonnello Aleksandr Lapin (2006-2007)
- Colonnello Gennadij Židko (2007-2009)
- Colonnello Ivan Popov (2016 - 2017)[43][44]
- Colonnello Nikolaj Martynjuk (2017 - 20??)
- Colonnello Aleksej Gorobec (2021-2022) †[9]
- Colonnello Igor' Kuleba (2023-2024)
- Colonnello Ruslan Makuškin (2024-in carica)